# Vicia leucantha
Vicia leucantha är en ärtväxtart som beskrevs av Antonius de Bivona-Bernardi. Vicia leucantha ingår i släktet vickrar, och familjen ärtväxter. Inga underarter finns listade i Catalogue of Life.